# Jörg Schauhoff
Jörg Schauhoff (* 10. Mai 1943 in Hemer; † 6. März 2024 ebd.) war ein deutscher Eishockeyspieler, der von 1959 bis 1977 für den EC Deilinghofen spielte. Er war einer der Wegbereiter des Eishockeys im Sauerland und Gründungsmitglied des ECD. Mit 346 Treffern in 416 Spielen war er zudem Rekordtorschütze des bis 1994 bestehenden Vereins. Aufgrund seiner Leistungen und Verdienste um das Eishockey in Deilinghofen und Iserlohn wird seine Trikotnummer 5 beim ECD-Nachfolgeteam, den Iserlohn Roosters, nicht mehr vergeben.

## Karriere

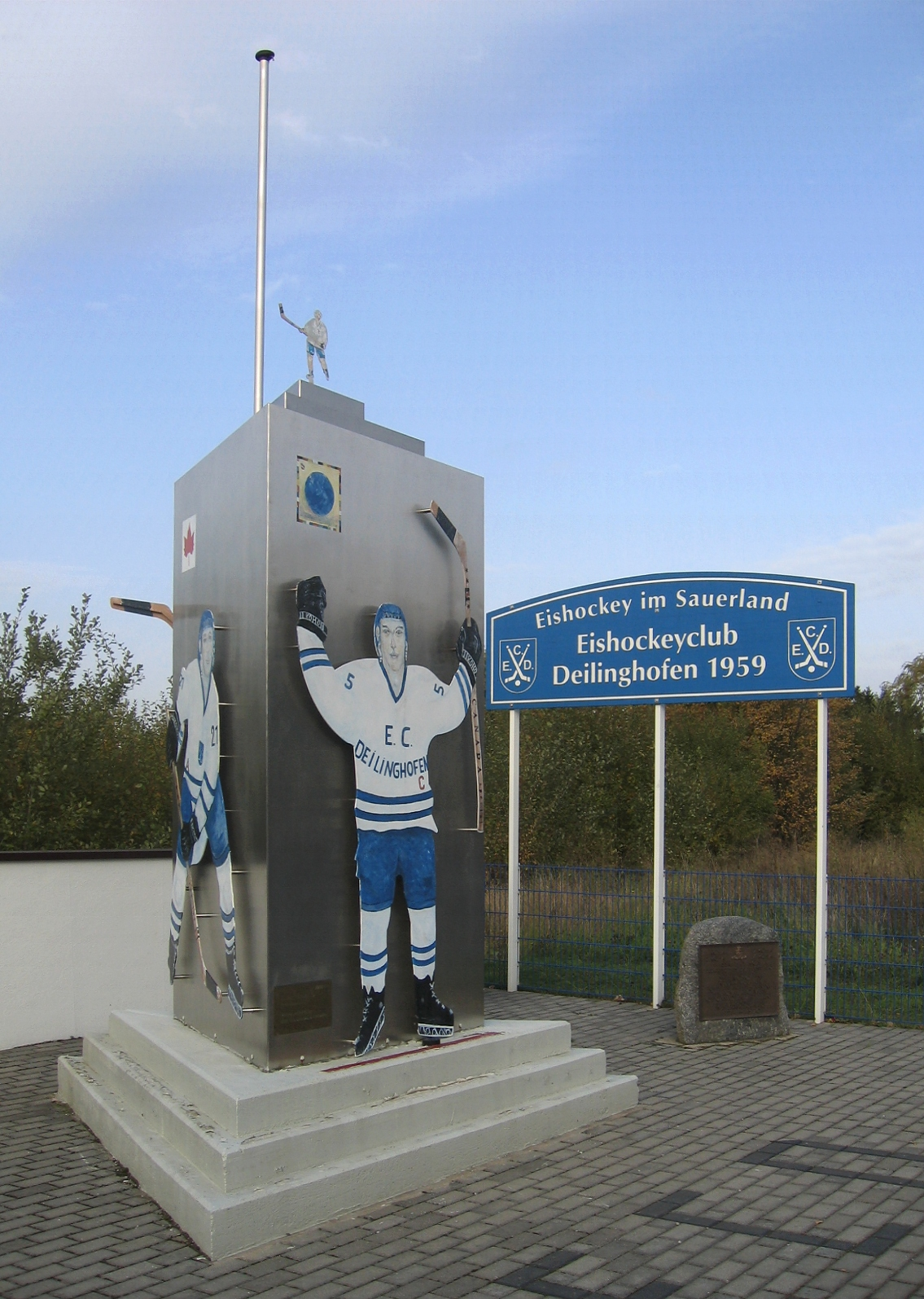
ECD-Gedenkstätte mit Abbild Schauhoffs (2008)

Erste Berührungspunkte mit dem Eishockeysport hatte Jörg Schauhoff, als kanadische Soldaten nach ihrer Stationierung in seinem Heimatort Deilinghofen Mitte der 1950er Jahre in ihrer Kaserne eine Eisfläche anlegten. Zusammen mit anderen Jugendlichen ahmte er das Spiel der Kanadier zunächst auf der Straße nach, ab 1957 konnten sie einmal wöchentlich auch die Eisfläche im Fort Prince of Wales nutzen. Im Februar 1959 gehörte Schauhoff zu den 17 Jugendlichen, die den EC Deilinghofen gründeten.
Das Team startete im Nachwuchsbereich in den Spielbetrieb und qualifizierte sich zweimal in Folge für die Deutsche Jugendmeisterschaft. Da er damit fortan im Winter nicht mehr dem Fußballverein SC Deilinghofen 08 zur Verfügung stand, schloss dieser ihn im Mai 1960 aus, nahm diese Entscheidung einige Jahre später aber zurück.
In der Saison 1960/61 wurde die Mannschaft Vizemeister. Ab der Spielzeit 1961/62 spielte Schauhoff mit dem ECD dann im Herrenbereich. Dort bildete er in den Anfangsjahren eine Sturmformation mit seinem Bruder Karl-Friedrich Schauhoff und Friedrich-Wilhelm Schulte. Im Jahr 1965 stieg er mit seiner Mannschaft aus der drittklassigen Gruppenliga in die Oberliga auf. Ab 1973 gehörte er mit seiner Mannschaft der neu geschaffenen 2. Bundesliga an. In der Saison 1976/77 gelang Schauhoff mit dem ECD der Aufstieg in die Bundesliga. Anschließend beendete er seine Spielerkarriere.
Als langjähriger Kapitän und herausragender Spieler seiner Mannschaft war er das Aushängeschild des EC Deilinghofen in den ersten zwei Jahrzehnten seines Bestehens. In den 16 Jahren im Seniorenbereich verpasste er nur ein einziges Pflichtspiel verletzungsbedingt. In insgesamt 416 Partien für den ECD erzielte Schauhoff 346 Tore, womit er Rekordtorschütze des ECD war. Schauhoff war fünfmal Toptorjäger des ECD und erzielte 33 Hattricks. Im September 2014 ehrten die Iserlohn Roosters, das Nachfolgeteam des ECD, Schauhoff und den Rekordspieler Dieter Brüggemann, indem ihre Trikots als erste überhaupt unter das Dach der Eissporthalle Iserlohn gezogen wurden. Ihre Trikotnummern werden bei den Roosters seitdem nicht mehr vergeben.
Nach seiner Karriere als Spieler war Schauhoff beim ECD als Nachwuchstrainer, sportlicher Leiter und Mitglied des Beirats aktiv. Er war beim Aufbau der Traditionsmannschaft und der Errichtung der ECD-Gedenkstätte beteiligt.

### International
Im Anschluss an die Saison 1960/61 absolvierte Schauhoff, zusammen mit vier weiteren Spielern des EC Deilinghofen, zwei Länderspiele für die deutsche Jugendnationalmannschaft. Die Mannschaft des Deutschen Eissport-Verbandes traf in Fleurier und Adelboden auf die Auswahl der Schweiz.

## Erfolge und Auszeichnungen
- 1961 Westdeutscher Jugendmeister mit dem EC Deilinghofen
- 1965 Aufstieg in die Oberliga mit dem EC Deilinghofen
- 1969 Westdeutscher Meister mit dem EC Deilinghofen
- 1977 Aufstieg in die Bundesliga mit dem EC Deilinghofen

## Persönliches
Schauhoff wuchs in Deilinghofen auf und lebte dort bis an sein Lebensende. Er war verheiratet und hatte Kinder. Nach seiner Eishockeykarriere arbeitete er im Immobiliengeschäft und wurde Geschäftsführer eines eigenen Unternehmens. Außerdem engagierte er sich in der Kommunalpolitik und war zehn Jahre lang für die CDU Mitglied im Rat der Stadt Hemer. Er starb am 6. März 2024 an den Folgen eines Sturzes.